# Daniel Bagley
Daniel Bagley (7 de septiembre de 1818) – 26 de abril de 1905) fue un predicador pionero, impulsor de la educación e industrial en Seattle, Washington. Al llegar a Seattle en 1860, jugó un papel decisivo en la fundación de la Universidad Territorial de Washington. Ministro metodista, en 1865 fundó la Iglesia Little Brown, conocida formalmente como la Primera Iglesia Protestante Metodista de Seattle. También administró las minas de carbón de Newcastle y ayudó a administrar Lake Washington Coal Company durante un tiempo. Su hijo, Clarence B. Bagley (1843-1932), fue un destacado historiador de Washington.  

## Primeros años de vida
Nació el 7 de septiembre de 1818 en el condado de Crawford, Pensilvania. Trabajó en la granja de su padre limpiando la tierra y completando diversas tareas. En 1840, se casó con Susannah Rogers Whipple, criada en Massachusetts. Pasaron su luna de miel mudándose a una nueva tierra en Illinois. Después de convertirse en ministro metodista en 1842, viajó por el estado de Illinois como predicador de circuito. 

## Muerte
Murió en Seattle el 26 de abril de 1905. 

## Legado

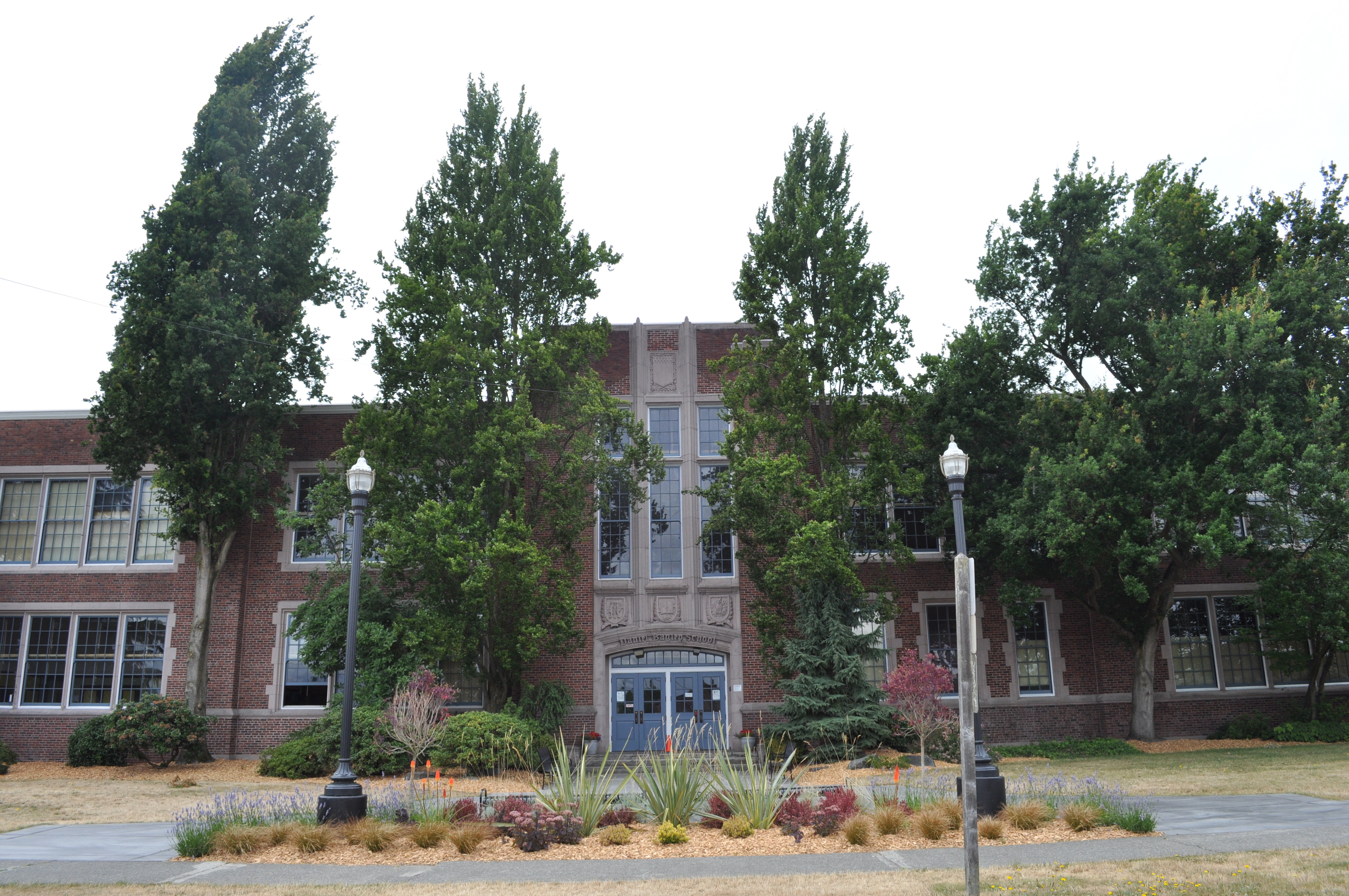
Escuela primaria Daniel Bagley.

Bagley Avenue en Seattle, al norte de las orillas del lago Union, rinde homenaje tanto a Daniel Bagley como a su hijo Clarence. 
La escuela primaria Daniel Bagley en el vecindario de Green Lake en Seattle recibió su nombre oficialmente en honor a Daniel Bagley el 27 de marzo de 1906. 
Bagley Hall de la Universidad de Washington alberga el Departamento de Química.